# Sent Martin de la Ròcha
Sent Martin la Mediana (en francès Saint-Martin-la-Méanne) és un municipi francès situat al departament de la Corresa i a la regió de la Nova Aquitània.

## Demografia
| 1962                                       | 1968 | 1975 | 1982 | 1990 | 1999 | 2007 |
| ------------------------------------------ | ---- | ---- | ---- | ---- | ---- | ---- |
| 475                                        | 532  | 458  | 393  | 362  | 365  | 361  |
| Des de 1962: població sense dobles comptes |      |      |      |      |      |      |

## Administració
| Període   | Identitat           | Partit |
| --------- | ------------------- | ------ |
| 1978-1986 | Jean Combe          |        |
| 1986-2001 | Émile Estivaux      | PCF    |
| 2001-2005 | Christianne Tricart |        |
| 2005-     | Christian Pair      |        |